# Fredonia (Arizona)
Fredonia ist eine Stadt im Coconino County im Nordwesten des US-Bundesstaates Arizona, dem so genannten Arizona Strip. Das U.S. Census Bureau hat bei der Volkszählung 2020 eine Einwohnerzahl von 1.323 auf einer Fläche von 19,2 km² ermittelt.
Die Bevölkerungsdichte lag bei 69 Einwohnern pro km². Fredonia liegt am Knotenpunkt der Arizona State Route 389 mit dem U.S. Highway 89A und am Kanab Creek, einem Nebenfluss des Colorado Rivers.